# Stenatemnus orientalis
Espèce
Stenatemnus orientalis est une espèce de pseudoscorpions de la famille des Atemnidae.

## Distribution
Cette espèce est endémique d'Inde.

## Publication originale
- Sivaraman, 1980 : « Pseudoscorpions from south India: some new species of the family Atemnidae Chamberlin (Pseudoscorpionida: Monosphyronida) ». Oriental Insects, vol. 14, no 3, p. 345-362.